# Мендип
Мендип (англ. Mendip) — неметрополитенский район (англ. non-metropolitan district) в графстве Сомерсет (Англия). Административный центр — город Шептон-Маллет.

## География
Район расположен в восточной части графства Сомерсет, граничит с графством Уилтшир.

## История
Район был образован 1 апреля 1974 года в результате объединения боро Гластонбери и Уэлс, городских районов (англ. Urban district) Фрум, Шептон-Маллет и Стрит и сельских районов (англ. Rural District) Фрум, Шептон-Маллет, Уэлс и частично Аксбридж и Клаттон.

## Состав
В состав района входят 4 города:
- Гластонбери
- Уэлс
- Фрум
- Шептон-Маллет[англ.]

и 56 общин (англ. civil parish).